# Jarnail Singh Bhindranwale
Jarnail Singh Bhindranwale o  Jarnail Singh (en panyabí: ਜਰਨੈਲ ਸਿੰਘ ਭਿੰਡਰਾਂਵਾਲੇ); (Rode, Faridkot, Panyab, 12 de febrero de 1947– Amritsar, Panyab, 6 de junio de 1984), líder de la Damdami Taksal, una escuela religiosa Sikh de la India. Bhindranwale ejerció mucha influencia sobre los Sikhs de Panyab. Intentó propalar los valores originales del Sijismo y persuadió a jóvenes de seguir las reglas originales y observancias de la religión. Era conocido por su apoyo a la creación de Khalistán, un estado soberano basado en el Sijismo.En 1981, Bhindranwale fue arrestado ante sospechas de su participación en el asesinato de Jagat Narain, un extremista Hindú. Bhindranwale se entregó a la policía sin oponer resistencia pero fue liberado posteriormente por falta de pruebas, sin embargo, Bhindranwale fue mantenido bajo vigilancia del gobierno central india. 
Bhindranwale es conocido por sus discursos dónde denunciaba el exterminio contra los Sikhs por parte del gobierno Indio, y pedía derechos universales.
Fue asesinado por el ejército indio, que obedecía órdenes de Indira Gandhi de matar a los separatistas Sikh que se encontraban dentro del templo dorado. 
Desde su muerte, Bhindranwale se ha convertido en un personaje muy controvertido en la historia de la India. 
Los Sikhs lo consideran un santo, y a su vez, un mártir que murió defendiendo su religión.

## Primeros años
Bhindranwale nació en la villa de Rode, en el distrito de Faridkot en el Panyab. Su padre, Joginder Singh, era un campesino y líder local sij. Jarnail Singh fue el séptimo de ocho hermanos. Hasta 1965, Bhindranwale se dedicó a las labores campesinas, cuando se unió a la Damdami Taksal, una universidad sij móvil, cerca de Moga, luego se dirigió a Gurbachan Singh Khalsa. Bajo la guía de Gurbachan Singh Khalsa, Bhindranwale comenzó un curso anual de escritura, teología y estudios históricos sij. Al cabo de un año, Bhindranwale regresó a su villa y volvió a las labores del campo. Se casó con Bibi Pritam Kaur, hija de Bhai Sucha Singh de Bilaspur. El matrimonio tuvo dos hijos, Ishar y Inderjit Singh, en 1971 y 1975, respectivamente. Bibi Pritam Kaur murió de una dolencia cardíaca a la edad de 60 años, el 15 de septiembre del 2007 en Jalandhar .

## Ascenso de su popularidad
En Panyab, Bhindranwale se desempeñó como misionero religioso hablando de pueblo en pueblo con la población Sikh. Les enseñaba a los Sikhs los valores éticos del Sikhismo. Daba extensos discursos y alentaba a numerosos jóvenes a tomar Amrit, el néctar sagrado. Bhindranwale predicó a jóvenes sijs que se habían descarriado de su fe, animándoles a regresar al camino del Khalsa dejando vicios como mujeres, drogas, adicciones, etc. Su enfoque en la lucha por esta causa lo convirtió en un héroe para los sijs adolescentes. El sucesor de Gurbachan Singh Khalsa, Kartar Singh Khalsa, que murió en un accidente de tráfico el 16 de agosto de 1977, mencionó a Bhindranwale para ser el nuevo líder de Damdami Taksai. Bhindranwale fue elegido formalmente en una ceremonia bhog en Meta Chowk el 25 de agosto de 1977.

## Política y movimiento por Jalistán
Cuando se le preguntó a Bhindranwale sobre sus ambiciones políticas, él contestó: 

"Si alguna vez llego a ser presidente de Akali Dal o del S.G.P.C. [Shiromani Gurdwara Parbandhak Committee], o miembro de la Asamblea Legislativa o ministro del gobierno, o miembro del parlamento... Ustedes deben darme una buena paliza".

 A pesar de estas declaraciones, Bhindranwale participó en algunas actividades políticas entre bambalinas. En 1979, Bhindranwale armó un grupo de cuarenta candidatos para las elecciones del SGPC de 140 bancas, excepto cuatro de sus candidatos todos los otros fueron derrotados. Un año más tarde, Bhindranwale hizo campaña activamente para las elecciones generales para el Congreso en tres distritos. A causa de su fracaso en las elecciones, Bhindranwale no buscó personalmente ningún cargo oficial. Tal como indicó un artículo de 1984 del Time Magazine, Bhindranwale se había vuelto tan popular que había usurpado la autoridad del Shiromani Akali Dal, un partido político sij con sede en Panyab. Bhindranwale poseía un gran poder y las facciones políticas en el Panyab no se comprometían o tomaban decisiones importantes sin antes considerar cual sería la reacción de Bhindranwale.
Bhindranwale era considerado como apoyando de manera decidida la creación de un estado teocrático basado en el sijismo en Jalistán. Sin embargo, en una entrevista por la BBC, él manifestó que si el gobierno acordaba la creación de dicho estado, él no se negaría en lo que se interpreta como una manifiesta ambigüedad. Otras citas atribuidas a Bhindranwale son "nosotros no estamos ni a favor ni en contra de Jalistán." Respondiendo a la creación de Jalistan se dice que comentó, "No lo vamos a rechazar. No repetiremos lo que pasó en 1947." A lo que agregó, "si el gobierno indio invade el complejo de Darbar Sahib, se estará realizando la fundación de un estado sij independiente."

## Militancia
El 13 de abril de 1978, unos pocos gursijes de Akhand Kirtani Jatha organizaron una protesta contra nirankaris. La confrontación condujo a la muerte de trece miembros de Akhand Kirtani Jatha y tres nirankaris. El informe inicial mencionaba a veintidós personas, varios de los cuales eran del núcleo de seguidores de Bhindranwale. Las víctimas fueron señaladas como culpables del enfrentamiento, lo cual enfureció a los sijes. El 24 de abril de 1980 fue asesinado Gurbachan Singh, el líder de los Nirankaris. La información indicaba que unas veinte personas estarían involucradas en el asesinato, la mayoría allegada a Bhindranwale. Subsecuentemente Bhindranwale fue acusado de ordenar el asesinato. Un miembro de Akhand Kirtani Jatha, Ranjit Singh, se entregó a las autoridades tres años después indicando que él había cometido el asesinato, siendo sentenciado a trece años de prisión en Tihar Jail. Posteriormente Bhindranwale fue liberado ya que no existía evidencia en su contra.
El 9 de septiembre de 1981, Jagat Narain, el propietario del grupo Hind Samachar, fue asesinado de un tiro en las cercanías del hotel Amaltas. Lala Jagat Narain era un opositor destacado de Bhindranwale. Dos días después del asesinato, la policía ordenó la captura de Bhindranwale. Bhindranwale anunció públicamente que se entregaría a las autoridades el 20 de septiembre.
El 20 de septiembre, de 1981, Bhindranwale fue arrestado acusado de organizar el asesinato de Lala Jagat Narain. Durante los siguientes veinticinco días durante los cuales Bhindranwale permaneció en la cárcel, se desarrollaron algunas escaramuzas esporádicas en las zonas donde se habían reunido los seguidores de Bhindranwale. Bhindranwale fue liberado bajo palabra el 15 de octubre ya que, Giani Zail Singh Ministro de Asuntos Internos indio anunció en el Parlamento que no existía evidencia en contra de Bhindrawale. En un comunicado público emitido poco tiempo después, Bhindranwale expresó su aprobación del asesinato de Lala Jagat Narain. Sin embargo, el personal del periódico de Narain, el Punjab Kesri, y sus distribuidores fueron perseguidos durante varios meses y 62 personas relacionadas con el periódico fueron asesinadas.

## Muerte
El 3 de junio de 1984 Indira Gandhi, la primera ministra de la India, inició la Operación estrella azul y ordenó al Ejército Indio rodear el complejo del Templo Dorado y matar a los militantes que se encontraban en él. Fue ampliamente difundido que Bhindranwale no sobrevivió a la operación y por lo tanto se convirtió en un mártir para los Sikhs.
De acuerdo a declaraciones del teniente general Kuldip Singh Brar, quién comandó la operación, el cuerpo de Bhindranwale fue identificado por varias agencias, incluidas la policía, la Agencia de Inteligencia y los guerreros sij capturados por el ejército. Se ha indicado que el hermano de Bhindranwale también reconoció el cuerpo de Bhindranwale. Fotografías de lo que sería el cuerpo de Bhindranwale han sido publicadas en dos libros de amplia circulación, Tragedia en Punyab: Operación Estrella Azul y Amritsar: la última batalla de la señora Gandhi. El corresponsal de la BBC Mark Tully también expresó haber visto el cuerpo de Bhindranwale durante su funeral.
Dilbir, el asesor de relaciones públicas de la Guru Nanak Dev University, se encuentra entre aquellas personas que sostienen que Bhindranwale sobrevivió a la operación. Dilbir afirmó que Bhindranwale fue herido en el lado derecho, y que "un médico del gobierno verificó que había sido capturado vivo. Fue torturado hasta matarlo." R.K. Bajaj, un corresponsal de la revista Surya, expresó haber visto una fotografía en la cual Bhindranwale era hecho prisionero. Este rumor fue rápidamente desmentido, especialmente por el hijo de Jarnail Singh Bhindranwale, que sucedió a su padre como prominente figura política en un partido sij. Algunos pertenecientes al Damdami Taksal aún mantiene la versión de que sigue vivo.

## Legado
Hoy en día, los Sikhs lo consideran un mártir que sacrificó su vida para los demás. Bhindranwale es alabado por algunos por sus esfuerzos en predicar al pueblo Sikh la filosofía del Gurú Granth Sahib.
El destacado novelista hindú Khushwant Singh expresó que "La Operación Estrella Azul le dio al movimiento por la independencia del Khalistán su primer mártir, que es Jarnail Singh Bhindranwale." En el 2003., en un acto organizado por el Shiromani Gurdwara Prabandhak Committee, el presentador Joginder Singh Vedanti, jathedar del Akal Takht declaró formalmente a Bhindranwale "mártir" y le regaló a su hijo, Ishar Singh, una capa de honor. La Enciclopedia del sSikhismo de Harbans Singh describe a Bhindranwale como "una fenomenal figura del Sikhismo moderno."
Vir Sanghvi, uno de los principales comentaristas políticos de la India, dijo: «para muchos sijes, Bhindranwale es un mártir. Aún hoy, es raro encontrar un político sij que se anime a llamarlo por lo que realmente era: un fanático y un asesino». Otros son de la opinión que Bhindranwale buscaba elevarse a la fama y crear una nación teocrática en Jalistán. Algunos creen que Bhindranwale fue responsable de azuzar a la Operación Estrella Azul luego que buscó refugio en el Akal Tajt en Amritsar.